# Augustin-Joseph de Mailly
Augustin-Joseph de Mailly (5 de abril de 1707-25 de marzo de 1794) fue un general, gobernador y noble francés. Fue una de las personas más ancianas en ser guillotinadas durante la Revolución Francesa.
Augustin-Joseph de Mailly era marqués de Haucourt y barón de Saint-Amand. En enero de 1744 heredó el título de conde de Mailly tras la muerte de su primo Louis de Mailly (1723-1743). Al principio un mosquetero (1726), sirvió en la gendarmería (1733-1764) antes de ascender rápidamente en las filas - brigadier el 20 de febrero de 1743,  maréchal de camp el 1 de mayo de 1745, teniente general el 10 de mayo de 1748, inspector general de caballería y dragones el 21 de mayo de 1749, y finalmente director general de campamentos y ejércitos. En desgracia, se distanció de la corte y, por lo tanto, permaneció como teniente general durante mucho tiempo, antes de convertirse en comandante en jefe en Roussillon, donde fue el autor de grandes obras de construcción y la renovación. de la universidad y desempeñó un papel importante en la masonería francesa. Hecho una chevalier du Saint-Esprit el 26 de mayo de 1776, fue hecho mariscal de Francia el 13 de junio de 1783 y debido a su edad pudo ser gobernador de Abbeville , sénéchal y Gran bailli de Ponthieu no lejos de sus tierras y castillo. Sin embargo, este Mailly, que luchó en muchas batallas de las guerras de Luis XV, recibió de Luis XVI, en 1790, el mando de uno de los cuatro ejércitos decretados por la Asamblea Nacional (XIV y XV militares). divisiones). Esta fue una tarea difícil y renunció el 22 de junio, cuando se enteró de la huida del rey a Varennes. El 10 de agosto (Revolución francesa)|10 de agosto de 1792, a pesar de su vejez, luchó del lado de la amenazada monarquía francesa. Escapando de la carnicería que siguió a la captura del palais des Tuileries y las masacres de septiembre, fue arrestado en su castillo, luego guillotinado en 1794 en Arras, a la edad de 86 años, en el cadalso que gritó "Sigo siendo fiel a mi rey, como siempre lo han sido mis antepasados".

### Las 4 hermanas Mailly – amantes de Luis XV

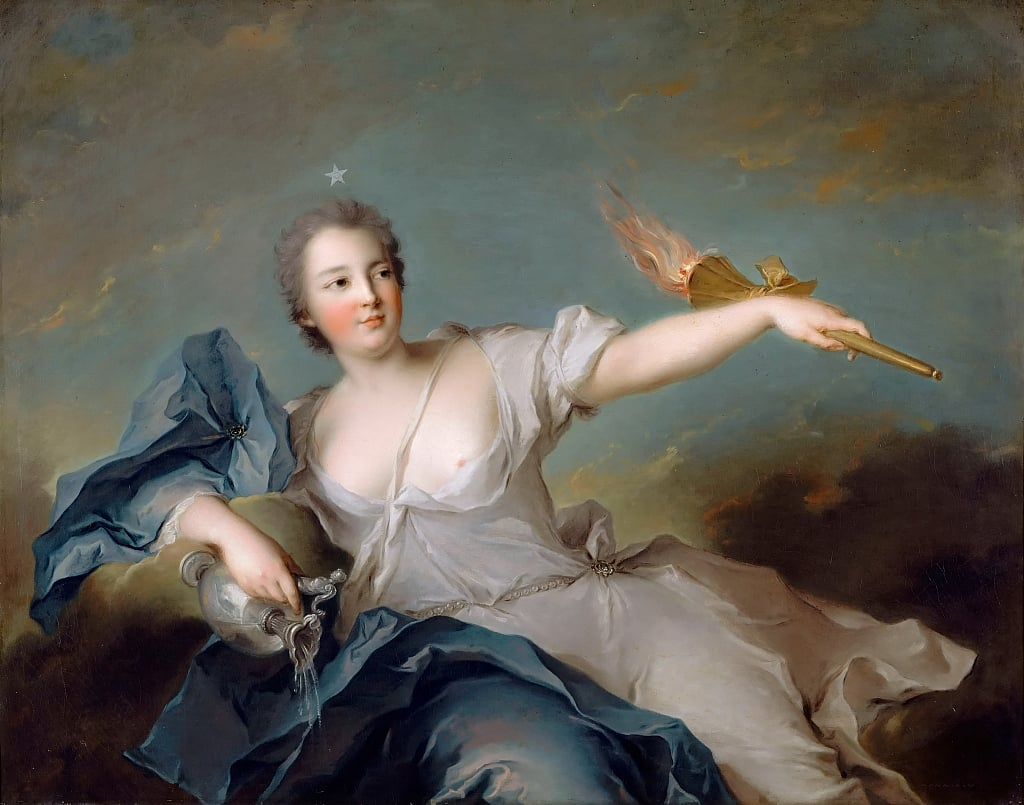
Marie-Anne de Mailly-Nesle, su prima

## Vida

### Port Vendres
Luis XVI, verdadero restaurador de la marina de guerra y comercial francesa, encomendó al general de Mailly la instalación de un puerto poderoso y fortificado que finalmente podría asegurar el tráfico regular con toda Europa, desde la España borbónica a Suecia, Escocia a Italia, la costa catalana al este, a los puertos de Berbería, e incluso tan lejos como la India y las Américas.
Mailly reestructura Port-Vendres, que quiere, como Perpiñán, que sea la representación ideal de una ciudad masónica. Construyó allí un puerto profundo, al abrigo de los vientos. Además del puerto moderno, en quince años (1770 - 1785), completó la ciudad, trazó y perforó algunas callejuelas, construyó nuevas viviendas sobre un plano uniforme, corrigió alineaciones, construyó muelles y cómodos desembarcaderos. Para marcar el renacimiento de Port-Vendres con un símbolo, Luis XVI permitió que la provincia erigiera en su gloria el primer monumento erigido en Francia en su honor, el obelisco de Port-Vendres. En 1775 reforzó las fortificaciones a la entrada del puerto de Port-Vendresby construyendo el Reducto de Mailly frente al Reducto de Fanal: construido por Vauban entre 1673 y 1700 para defender el puerto.
El 2 de octubre de 1753, Marshal de Noailles, en disputa con Mailly, consiguió quelo destituyó de su mando.
En noviembre de 1753, Jean-Baptiste de Machault d'Arnouville obtiene el destierro de Mailly del rey. El 1 de marzo de 1754, el rey rompe el conde de Mailly d'Haucourt por haber difundido demasiado su memoria que René Louis de Voyer de Paulmy d'Argenson considera apologética. Mailly debe regresar a su tierra. Su amante, la marquesa de Blanes y su marido, se pronunciaron contra el gobierno. También están fuera de la ley.
La deshonra de Mailly no duró mucho, pues se encargó de ir a España a felicitar a la infanta Marie-Thérèse-Raphaëlle de Bourbon en nombre del rey.

### 10 de agosto de 1792
El mariscal de Mailly se niega a emigrar; la idea de que el rey sea abandonado en París sin el clero y la nobleza para él es un absurdo repugnante. En 1790, Luis XVI le dio el mando de uno de los cuatro ejércitos decretados por la Asamblea Nacional y el del 14th y 15th divisiones militares. Pero la asamblea exigió un juramento cívico y el mariscal de Mailly renunció.
El 9 de agosto, cuando se enteró de los peligros que rodeaban a la familia real, se dirigió al Palacio de las Tullerías. El rey le confió el mando de las tropas que defenderían las Tullerías al día siguiente, 10 de agosto de 1792. Durante el ataque, la defensa es barrida. Mailly escapa de la masacre y recibe ayuda para escapar.

### Arresto y ejecución
El 25 de marzo de 1794, Joseph de Mailly fue ejecutado en la guillotina; en el momento de su ejecución, era la persona de mayor edad en ser ejecutada.

## Trabajos
- Histoire de la campagne de l'année 1734 en Allemagne, commandée par le maréchal de Berwick, et après sa mort par le maréchal d'Asfeld. Ecrite par les officiers de l'état-major avec des Notes des différent partis qui la divisoient, et conservée dans les portefeuilles du comte de Mailly, mestre de camp de cavalerie dans cette année et depuis maréchal de France.
- Lettre de M. le maréchal de Mailly au roi, sur l'administration intérieure qu'il a remplie en Roussillon, 1790, Aviso n°: FRBNF36385059
- Souvenirs du maréchal de Mailly, Le Mans, impr. de Leguicheux, 1895. Gr. en-8 ̊ (255 x 165), 111 pág. Acq. 293637 –VIIIe, Aviso n° : FRBNF32409343